# Gamme de produits
Pour l’article homonyme, voir gamme.

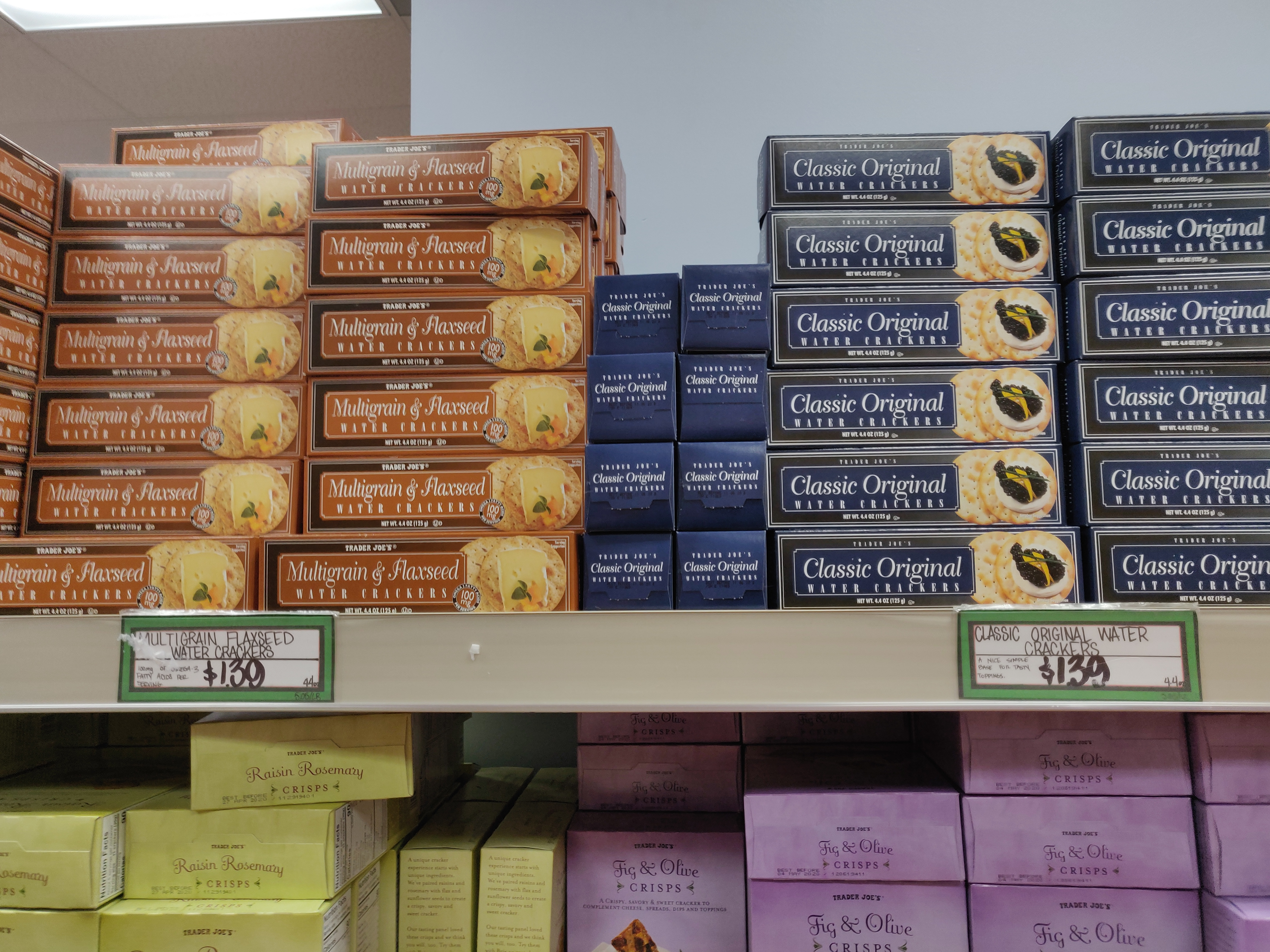
La gamme de crackers de Trader Joe's aux États-Unis (2020).

Une gamme de produits (au sens large : marques, produits, services, prestations, etc.) — ou plus couramment, et par ellipse, une gamme : la gamme Accor, la gamme Renault, etc. — est l'ensemble (ou l'un des sous-ensembles) des produits, marques ou références d'une entreprise ou d'un commerce organisés ou classés suivant certains critères (prix, catégorie de clients, etc.).
En général, ces critères sont les critères de segmentation des marchés de l'entreprise.
Suivant les domaines d'activité ou les catégories de services, de prestations ou de produits de l'entreprise, ces critères sont très variés. Cela peut être le prix (comme dans l'hôtellerie, ou le portrait photographique, avec le Studio Harcourt) ; les circuits de distributions (comme dans les cosmétiques, avec L'Oréal) ; la longueur, la hauteur, la puissance, la finition (comme dans l'automobile) ; le pourcentage en matière grasse, le pourcentage de sucre, le conditionnement et les parfums (comme dans les yaourts) ; le rayon d'action et le nombre de passagers (dans l'aviation commerciale) ; la surface et l'emplacement (comme dans la grande distribution), etc.
Une gamme de produits peut aller de quelques produits (trois ou quatre dans le cas de l'Eau de mélisse des Carmes Boyer ou de Rolls-Royce Motor Cars) à plusieurs dizaines de milliers (3M, etc.)
Il faut bien distinguer une gamme de produits telle qu'elle est définie ci-dessus d'une  « gamme de produits alimentaires » dont le critère de classement principal est la durée de conservation.

## Enjeux d'une gamme de produits
Le mot « gamme » s'utilise chez le fabricant, tandis que le mot assortiment est l'ensemble des produits proposés au consommateur final dans un point de vente ou un rayon.
Identifier et gérer une gamme de produits permet d'améliorer la cohérence globale des offres d'un fabricant. La gamme en tant que système constitué d'offres de produits peut jouer sur les ventes du fait des offres qui la constituent ou du fait de ses qualités propres. Analyser l'influence de la gamme sur les ventes est donc un travail difficile car assez subjectif.
En effet, une gamme de produits peut se justifier d'abord simplement par le cumul des avantages des offres qui la constitue. Cependant, tendre vers une certaine structure de gamme permet d'obtenir certains avantages dont doit aussi tenir compte le fabricant dans ses choix stratégiques. En effet, le positionnement des offres choisies par le fabricant par l'analyse de la segmentation des marchés détermine les gammes de produits (et ceci pour nourrir la politique produit du mix-marketing).
L'évolution d'une gamme (dont la montée en gamme) peut viser certains avantages que sont : 
- la fidélisation de la clientèle ;
- l'internationalisation de la clientèle ;
- la diminution de certains coûts (marketing) ;
- l'adaptation au cycle de vie d'une offre (à la banalisation, standardisation) ;
- l'augmentation de la marge sur coût variable en augmentation du niveau de gamme ;
- la diffusion de l'image de marque en augmentation du niveau de gamme ;
- l'agressivité d'un premier prix en diminution du niveau de gamme.

Cependant l'évolution d'une gamme implique : 
- un coût d'innovation, de qualité et de communication (conséquence normale de l'évolution) ;
- l'acquisition de l'organisation et des compétences relatives au métier (il faut s'organiser pour produire différemment) ;
- un risque de cannibalisation des offres (un produit sert de substitut à un autre) ;
- un risque de diminution de l'image de marque par la démocratisation de l'offre (cardinisation, si à la base l'offre correspond à un produit de luxe).

## Caractéristiques principales d'une gamme de produits

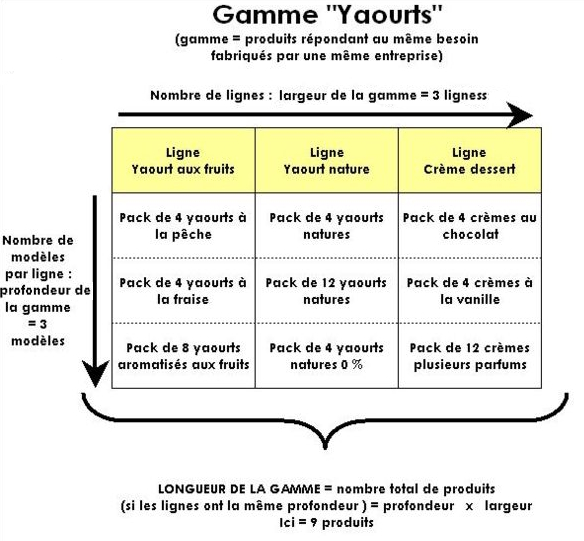

### Structure d'une gamme
Il ne faut pas confondre la structure d'une gamme de produits (du plan marketing) avec la structure dans un magasin de l'assortiment (qui est de l'ordre du merchandising).

### Dimensions de la gamme

#### La largeur de la gamme
Les différents produits répondent à des usages différents : ils offrent les mêmes fonctions d'usage d'une façon différente. Une gamme se compose de plusieurs lignes de produits.
Exemple : Un fabricant de produits laitiers propose la gamme de produits "Yaourt".
Cette gamme est composée de plusieurs colonnes : la ligne "Yaourt nature", la ligne "Yaourt aux fruits", la ligne "Crème dessert", etc.
La largeur de gamme est constituée par le nombre de colonnes.

#### La profondeur de la gamme
Une ligne de produits comporte le plus souvent plusieurs modèles afin de s’adapter aux besoins des consommateurs. Cela correspond souvent à une déclinaison des options et des prix.
Exemple : Dans notre exemple ci-dessus, la ligne "Yaourt aux fruits" propose plusieurs modèles : le pack de 4 yaourts à la pêche, le pack de 4 yaourts à la fraise, le pack de 8 yaourts aromatisés aux fruits, etc.
Le nombre de modèles caractérise la profondeur de la ligne.

#### L'étendue de la gamme
L'étendue (la longueur) de la gamme est le nombre total de produits différents, elle peut être obtenue en multipliant la largeur de la gamme par sa profondeur si les lignes ont une même profondeur.

### Une clientèle cible
Une clientèle cible est une catégorie de consommateurs à laquelle le produit est destiné.

### Le cycle de vie économique
Le cycle de vie économique d'un produit est l'évolution des ventes du produit dans le temps depuis le lancement jusqu'à son retrait...
Il peut être décomposé en quatre parties essentielles :
- Le lancement : période de mise en vente du produit.
- La croissance : période où les ventes croissent rapidement.
- La maturité : période de stabilisation des ventes (rythme de croisière).
- Le déclin : période de fléchissement des ventes.

Il est bon que la gamme de produits forme une palette correspondant à ces divers étapes et combinant rentabilité (produits en rythme de croisière dont les coûts de lancement sont amortis) et sécurité (relai des produits en déclin par lancement et croissance de produits nouveaux).

### Le cahier des charges
Le cahier des charges est un document destiné au concepteur du nouveau produit. C'est un contrat écrit à respecter : il exprime les besoins des consommateurs et les fonctions que le produit devra satisfaire.

### Produits constitutifs d'une gamme
- Le produit principal (ou le milieu de gamme) : c'est le produit de base, c'est-à-dire de rentabilité sur lequel l'entreprise gagne de l'argent (parfois appelé en jargon marketing milkcow ou vache à lait).
- Le produit d'attaque (d'appel, d'entrée de gamme ou de bas de gamme)
- Le produit d'image de marque (ou le haut de gamme) : qui assure le prestige pour l'entreprise.
- Le produit de complémentarité : c'est le produit dont l'achat est lié à l'achat d'un autre produit.
- Le produit de blocage : sa fonction est de créer des difficultés pour la concurrence.
- Le produit de développement (de l'entreprise).
- Le produit régulateur : il assure un chiffre d'affaires régulier, il permet la couverture des frais fixes, il est peu sensible aux variations saisonnières.
- Le produit tactique : (ou le produit d'imitation) c'est le produit qui doit faire face à la concurrence.
- Le produit d'avenir ou de remplacement : il est destiné à devenir le produit leader a moyen ou long terme.

## Utilisation pratique de la gamme de produits

### Fidélisation des clients par une gamme large
Une gamme suffisamment large permet la vente croisée (possibilité de vendre d'autres produits à un client en ayant déjà acquis certains, voire vente de "packages" comportant plusieurs produits). Un client équipé ainsi de plusieurs produits de la marque ou de l'établissement est considéré mieux "fidélisé" pour la suite que s'il en possède un seul.

### Influence de la gamme sur l'image de marque
Compte tenu de la situation de la demande (évolution de l'économie) et de la concurrence, et aussi de ses propres capacités et implantations, une entreprise peut être amenée à
- s'orienter vers une gamme plus chère (luxe) ou moins chère (discount) présentant pour elle un meilleur équilibre entre volumes vendus et marge unitaire. Cette stratégie est dite "upmarket" ou "downmarket". Il s'agit d'un changement souvent profond du modèle d'affaire, chose assez délicate à gérer car elle influence les diverses pratiques et compétences de l'entreprise et elle suppose par ailleurs que les consommateurs accueillent favorablement le changement d'image, qu'elle ne perde pas trop de consommateurs anciens et rallie suffisamment de consommateurs nouveaux.
- se diversifier, en créant des gammes séparées, souvent sous d'autres marques, correspondant à des segments de population situés à des niveaux différents de revenus et comportements. Là encore il s'agit d'un pari important, il complique fortement la gestion, et il n'est jamais gagné d'avance commercialement, mais il peut être indispensable pour éviter une stagnation de l'entreprise sur ses marchés traditionnels.